# Mid-Season Invitational
Mid-Season Invitational (в примерном переводе «закрытое состязание середины сезона»), также именуемый как MSI — ежегодный международный турнир по компьютерной игре League of Legends, проводимый компанией Riot Games с 2015 года. С сезона 2016 по результатам данного турнира определяется положение региональных чемпионатов в корзинах жеребьёвки Чемпионата мира по League of Legends.
В MSI изначально принимали участие победители весенних сплитов основных региональных соревнований по League of Legends (LCK, LPL, NA LCS, ЕU LCS и LMS), а также чемпион турнира среди представителей неосновных региональных чемпионатов International Wildcard Invitational (IWCI). Таким образом, в первых двух сезонах Mid-Season Invitational (2015, 2016) принимало участие шесть команд.
В розыгрыше MSI сезона 2017 количество участников турнира увеличилось до 13 команд из-за того, что IWCI был заменён предварительной стадией основной части соревнования, в 1-й раунд которой попали чемпионаты упразднённого International Wildcard, во 2-м раунде оказались NA LCS и LMS, при этом количество разыгрываемых путёвок в групповую стадию Mid-Season Invitational было увеличено с одной до трёх.
Первым победителем турнира в 2015 году стала команда «Edward Gaming» из LoL Pro League.

## Победители и призёры
| Год  | Место проведения                            | Финалисты                                   | Финалисты                                   | Финалисты                                   | Полуфиналисты                               | Полуфиналисты                               |
| Год  | Место проведения                            | Победитель                                  | Счет                                        | 2 место                                     | Полуфиналисты                               | Полуфиналисты                               |
| ---- | ------------------------------------------- | ------------------------------------------- | ------------------------------------------- | ------------------------------------------- | ------------------------------------------- | ------------------------------------------- |
| 2015 | Флорида, США                                | Edward Gaming                               | 3:2                                         | SK Telecom T1                               | Fnatic                                      | ahq eSports Club                            |
| 2016 | Шанхай, Китай                               | SK Telecom T1                               | 3:0                                         | Counter Logic Gaming                        | Flash Wolves                                | Royal Never Give Up                         |
| 2017 | Бразилия                                    | SK Telecom T1                               | 3:1                                         | G2 Esports                                  | Flash Wolves                                | Team WE                                     |
| 2018 | Германия, Франция                           | Royal Never Give Up                         | 3:1                                         | King-Zone DragonX                           | Flash Wolves                                | Fnatic                                      |
| 2019 | Вьетнам, Тайвань                            | G2 Esports                                  | 3:0                                         | Team Liquid                                 | SK Telecom T1                               | Invictus Gaming                             |
| 2020 | Турнир отменён в связи с пандемией COVID-19 | Турнир отменён в связи с пандемией COVID-19 | Турнир отменён в связи с пандемией COVID-19 | Турнир отменён в связи с пандемией COVID-19 | Турнир отменён в связи с пандемией COVID-19 | Турнир отменён в связи с пандемией COVID-19 |
| 2021 | Рейкьявик, Исландия                         | Royal Never Give Up                         | 3:2                                         | DAMWON Gaming                               | MAD Lions                                   | PSG Talon                                   |
| 2022 | Пусан, Республика Корея                     | Royal Never Give Up                         | 3:2                                         | T1                                          | Evil Geniuses                               | G2 Esports                                  |
| 2023 | Лондон, Великобритания                      | JD Gaming                                   | 3:1                                         | Bilibili Gaming                             | T1                                          | Gen.G Esports                               |